# Aselgeoides insularis
Aselgeoides insularis är en insektsart som beskrevs av William Lucas Distant 1917. Aselgeoides insularis ingår i släktet Aselgeoides och familjen Dictyopharidae. Inga underarter finns listade i Catalogue of Life.